# Heloniopsis
Heloniopsis là một chi thực vật có hoa trong họ Melanthiaceae.